# 灵香草
灵香草为报春花科珍珠菜属的植物。分布于印度以及中国大陆的广东、湖南、云南、广西等地，生长于海拔800米至1,700米的地区，一般生长在山谷溪边、林下或腐殖质土壤中。

## 别名
尖叶子、驱蛔虫草、闹虫草（云南）